# Bernard Barbiche
Bernard Barbiche, né le 28 juillet 1937 dans le 1er arrondissement de Paris, est un enseignant-chercheur, historien et archiviste français.
Archiviste paléographe, il est professeur honoraire à l’École nationale des chartes où il a enseigné l’histoire des institutions, la diplomatique et l'archivistique modernes de 1977 à 2004.

## Biographie

### Formation
Bernard Barbiche est admis quatrième sur vingt et un à l'École nationale des chartes à l'issue du concours d'entrée de 1956. Il y obtient le diplôme d'archiviste paléographe en 1960 après avoir soutenu une thèse d'établissement intitulée Étude sur l’œuvre de restauration financière de Sully (1596-1610). Major de sa promotion, il reçoit le prix Auguste Molinier « destiné à récompenser la meilleure thèse ».

### Carrière professionnelle
Bernard Barbiche est nommé conservateur stagiaire aux Archives nationales françaises le 3 juin 1960 ; il est nommé membre de l’École française de Rome quelques mois plus tard, le 16 novembre, et y reste jusqu'en 1962, date à laquelle il revient aux Archives nationales. Il devient ensuite maître-assistant à l’École nationale des chartes le 1er janvier 1973. En 1974, il obtient un doctorat en histoire de l'École des hautes études en sciences sociales avec une thèse intitulée Les actes pontificaux originaux des Archives nationales de Paris, 1198-1417 et rédigée sous la direction de Jean Glénisson. Il est nommé directeur d'études titulaire de l'École des chartes, sur la chaire d’histoire des institutions, diplomatique et archivistique modernes, à partir du 1er avril 1977.
Il est directeur du Centre national des archives de l’Église de France de 2003 à 2011 et membre du Comité pontifical des sciences historiques de 2002 à 2017.
Professeur émérite depuis 2004, il est président de la Société de l'histoire de France en 2002, président de la Société de l'École des chartes de 2005 à 2010, président de la Société d'histoire religieuse de la France de 2008 à 2011 et directeur de la collection « Histoire religieuse de la France » aux Éditions du Cerf de 1997 à 2009. Il a dirigé la revue Bibliothèque de l'École des chartes de 1971 à 1981 et il est membre des comités de lecture de la Bibliothèque de l’École des chartes et de la Revue d'histoire de l'Église de France.

## Travaux
Bernard Barbiche est spécialiste du règne de Henri IV, d’histoire des institutions et d’histoire religieuse (diplomatique et diplomatie pontificales, du Moyen Âge à l’époque moderne).

## Distinctions

### Prix
- Prix de la Fondation Carrière de l'Académie des inscriptions et belles-lettres pour l'ouvrage Correspondance du nonce en France Innocenzo del Bufalo, évêque de Camerino (1601-1604) (1965)[9].
- Première médaille du concours des antiquités de France de l'Académie des inscriptions et belles-lettres pour l'ouvrage Les Œconomies royales de Sully, I [avec David Buisseret] (1972)[10].
- Deuxième médaille du concours des antiquités de France de l'Académie des inscriptions et belles-lettres pour l'ouvrage Les Actes pontificaux originaux des Archives nationales de Paris, I (1976)[11].
- Prix Gabriel-Monod de l'Académie des sciences morales et politiques pour l'ouvrage Sully (1979).
- Prix Richelieu et prix de la biographie historique de l'Académie française pour l'ouvrage Sully : l'homme et ses fidèles [avec Ségolène de Dainville-Barbiche] (1998) .
- Prix Madeleine-Laurain-Portemer de l'Académie des sciences morales et politiques pour l'ensemble de son œuvre (2018)[12].

### Décorations
- Chevalier de la Légion d'honneur (2004)[13].
- Chevalier de l'ordre national du Mérite (1997)[14].
- Officier de l'ordre des Palmes académiques (chevalier en 1976[15]).
- Chevalier de l'ordre des Arts et des Lettres (1972) [16].

## Principales publications
- (éd.) Correspondance du nonce en France Innocenzo del Bufalo, évêque de Camerino (1601-1604), Rome, Presses de l'Université grégorienne ; Paris : E. de Boccard, 1964 (Acta nuntiaturæ gallicæ, 4)
- (éd.) Lettres de Henri IV concernant les relations du Saint-Siège et de la France (1595-1609), Cité du Vatican, Biblioteca apostolica vaticana, 1968 (Studi e testi, 250).
- Les actes pontificaux originaux des Archives nationales de Paris (1198-1415), Cité du Vatican, 3 vol., 1975-1982.
- (éd.) Les Œconomies royales de Sully, Paris, C. Klincksieck, 4 vol., 1970-1988 (avec David Buisseret)
- Sully, Paris, Albin Michel, 1978.
- Histoire de Sully-sur-Loire : le château, la ville, le terroir, Roanne, Horvath, 1986 (avec Françoise et Yves-Marie Bercé, Martine Cornède, Jean Mesqui et Christian Poitou).
- L'édition des textes anciens, XVIe – XVIIIe siècle, Paris, Inventaire général des monuments et des richesses artistiques de la France, 1993 (avec Monique Chatenet)
- Sully, l'homme et ses fidèles, Paris : Fayard, 1997 (avec Ségolène de Dainville-Barbiche)
- Les institutions de la monarchie française à l'époque moderne, XVIe – XVIIIe siècle, Paris, Presses universitaires de France, coll. « Premier Cycle », 1999, 430 p. (ISBN 2-13-048195-7, présentation en ligne).Édition revue et corrigée : Les institutions de la monarchie française à l'époque moderne, XVIe – XVIIIe siècle, Paris, Presses universitaires de France, coll. « Quadrige », 2012 (1re éd. 1999), XI-430 p. (ISBN 978-2-13-060678-9).
- (dir.) Frédéric Ozanam (1813-1853) : un universitaire chrétien face à la modernité, Paris, Éd. du Cerf, 2006 (avec Christine Franconnet).
- Bulla, legatus, nuntius : études de diplomatique et de diplomatie pontificales (XIIIe – XVIIe siècle), Paris, École des chartes, 2007 (Mémoires et documents de l’École des chartes, 85).
- (dir.) La Jeunesse étudiante chrétienne, 1929-2009. Actes de la journée d’étude organisée par le Centre national des archives de l’Église de France, Paris, 7 décembre 2009), Lyon, RESEA, 2011 (avec Christian Sorrel).
- (dir.) La France et le concile Vatican II, Paris, Ministère des Affaires étrangères, 2013 (avec Christian Sorrel).
- (éd.) Le château de Villebon en 1642 : inventaire après le décès de Maximilien de Béthune, duc de Sully, Paris, CTHS, 2017.
- Le roi et l'État : regards sur quelques institutions de la France moderne (XVIe – XVIIIe siècle), Paris, École des chartes, 2021 (Mémoires et documents de l'École des chartes, 112).